# 擁抱夏天
擁抱夏天（日語：夏を抱きしめて）是1994年5月11日推出的夏之管(TUBE)的第18張單曲，也是該樂團迄今銷售量最高的單曲。

## 收錄曲目
1. 擁抱夏天
作詞 前田亘輝 :作曲 春畑道哉 :編曲 夏之管
2. 擁抱夏天(Original Karaoke)
3. （Original Karaoke）

## 参加音樂者
1. 伊藤一義